# Dálvares
Dálvares ist ein Ort und eine ehemalige Gemeinde (Freguesia) im Nordwesten Portugals. Sie gehört zum Kreis Tarouca im Distrikt Viseu. Die Gemeinde hatte eine Fläche von 2,8 km² und 686 Einwohner (Stand 30. Juni 2011).
Am 29. September 2013 wurden die Gemeinden Dálvares und Tarouca zur neuen Gemeinde União das Freguesias de Tarouca e Dálvares zusammengeschlossen.

## Bauwerke
- Casa do Paço de Dálvares